# 11308 Tofta
För andra betydelser, se Tofta.
11308 Tofta eller 1993 FF76 är en asteroid i huvudbältet som upptäcktes den 21 mars 1993 av UESAC vid La Silla-observatoriet. Den är uppkallad efter Tofta församling på Gotland.
Den tillhör asteroidgruppen Koronis.